# Neonbelysning

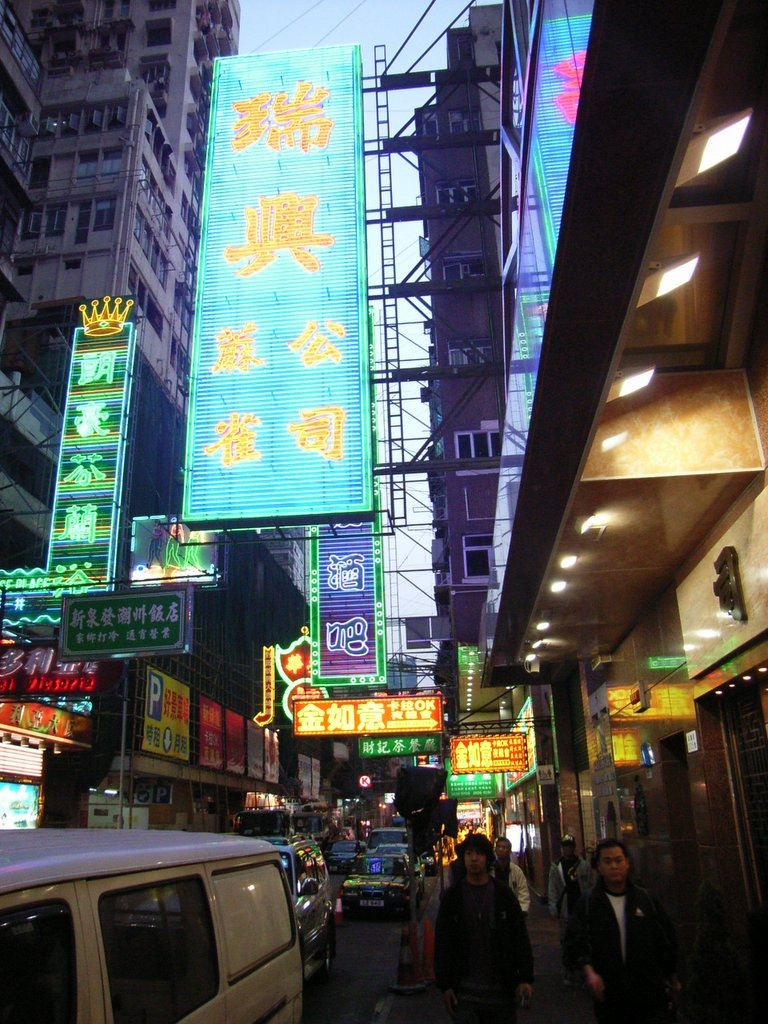
Neonskyltning vid Portland Street, Hongkong.

Neonbelysning eller neonljus är en form av belysning som utstrålar starka färger istället för att lysa upp miljöer med vitt ljus. Typen har sin grund hos lysrör och glödlampor som använder förtunnad neongas eller andra gaser för att åstakomma  sådana  färger, så kallade neonrör och neonlampaor, vilka brukats sedan 1900-talets början men moderna konstruktioner använder även andra tekniker för att åstadkomma samma effekt. 
Ett vanligt bruk för neonbelysning är som ljusreklam, så kallad neonskyltning, men typen är även vanlig inom rave och annat nattliv. I modern tid simuleras neonljus ofta av färgade lampor, särskilt diodlampor, på grund av kostnad- och reparationsskäl.

## Neonrör och neonlampor

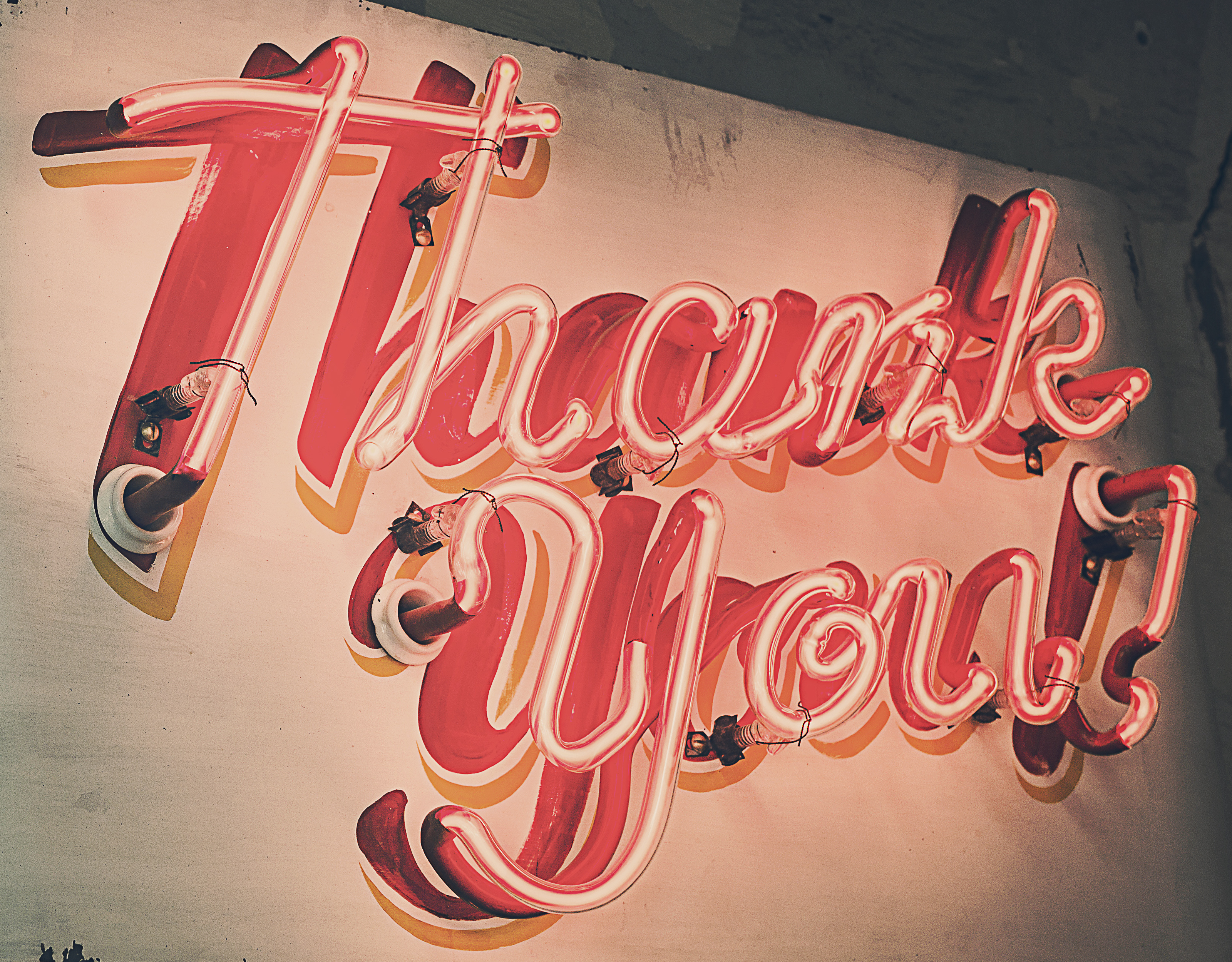
Närbild på neonrör med röd neongas.

Neonrör och neonlampor är en typ av lysrör eller dylikt, så kallat gasurladdningsrör, som använder neongas eller dito för att åsamka de starka färgerna som uttrycker neonbelysning. Typen tillverkas traditionellt av glasrör och är därför relativt dyra jämte moderna diodlampor, eftersom glas både är skört och svårreparerat.

## Neonskyltning
Neonskyltning är en form av ljusreklam där neonrör eller neonlampor används för att skapa skyltar som lyser i mörker och syns på längre avstånd. De kan ha enkla färger där neonrören bildar siluett för figurer eller text, alternativt att neonrör ringlas för att fylla ut skylten och använder flera olika färger för att skapa komplexa designer.
Neonskyltning var vanligt i västvärlden under 1900-talets början, särskilt inom restaurang, hasard och dito nöjeskultur, men under 1940-talet minskade intresset för neonbelysning till förmån för modernare lågenergilysrör, sedermera bara kallade lysrör, och började fasas ut mot 1960-talet. Trotts detta fortsatte neonskyltning vara vanligt i andra delar av världen in i moden tid, särskilt Hongkong (med start under 1950-talet), och är idag starkt förknippat med staden. Dess association med Hongkong har även inspirerat till och blivit ett starkt utmärkande attribut inom sinosfärisk cyberpunk och liknande, bland annat populariserat av filmer såsom Blade Runner (1982), Akira (1988) och manga såsom Ghost in the shell (1989–1997) med mera. Västerländsk ljusskyltningsarkitektur hade ett mindre uppsving under 1950-talet, särskilt vad gäller snabbmatskedjor och kaféer. 
Bland kända svenska neonskyltar kan nämnas NK-klockan från 1939. Även Stomatolskylten från 1909 kan i modern mening sägas vara en neonskylt men bygger på färgat glas för effekt. Se även Ljusskyltar i Stockholm.

## Bildgalleri
- NK-klockan i Stockholm, en neonskylt från 1939.

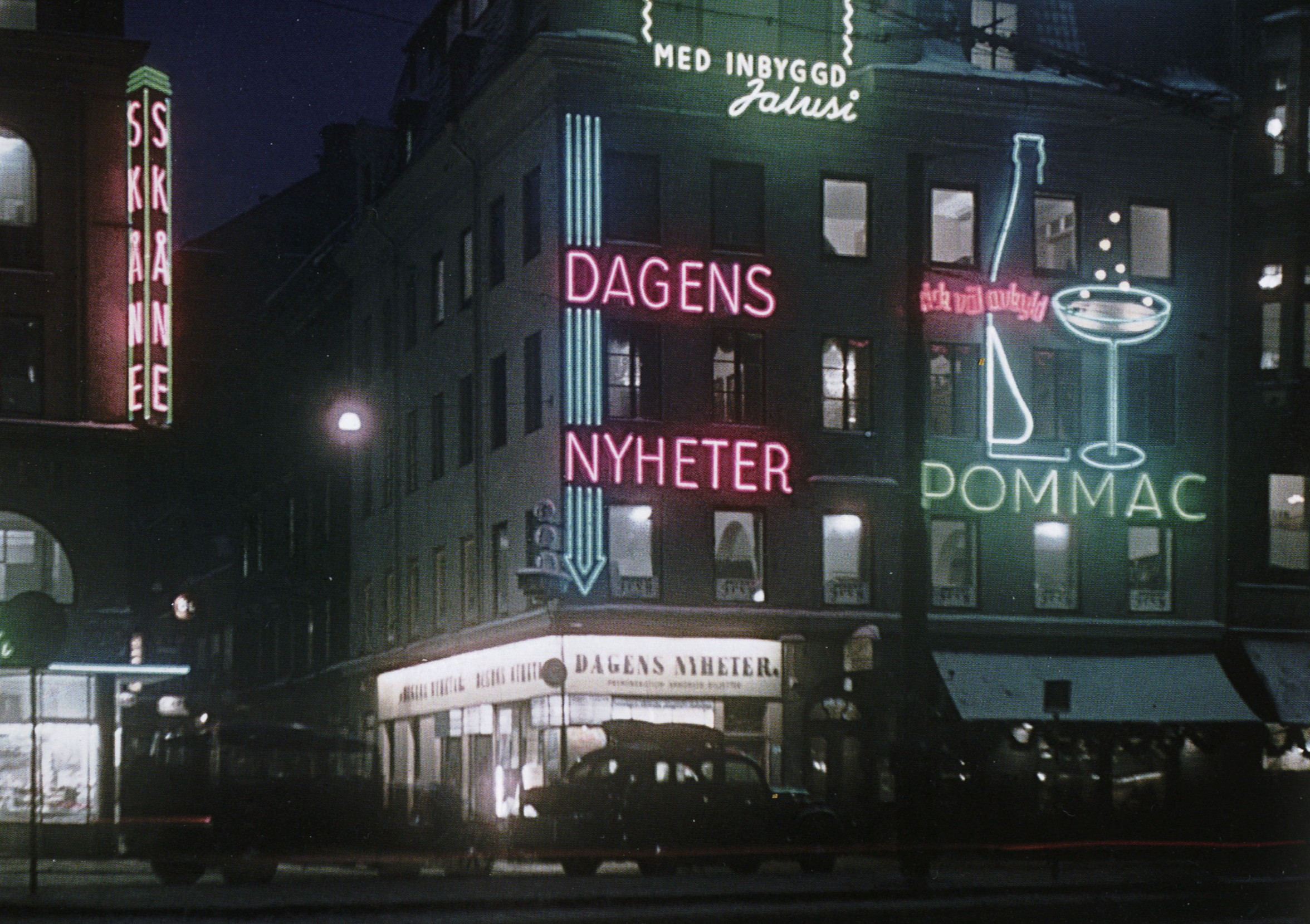
Neonbelysning vid Stureplan i Stockholm, 1943.
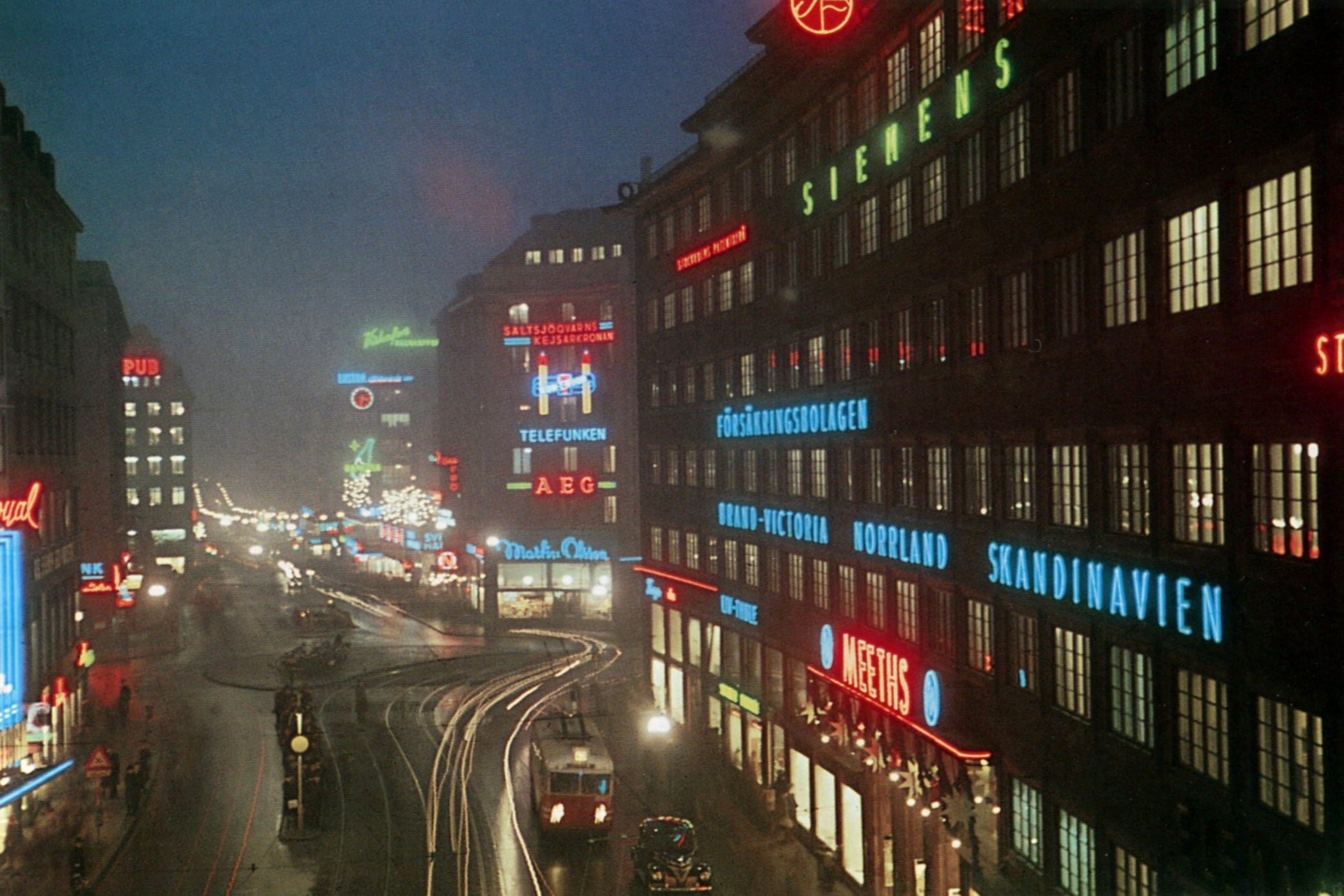
Neonbelysning i Stockholm 1945.
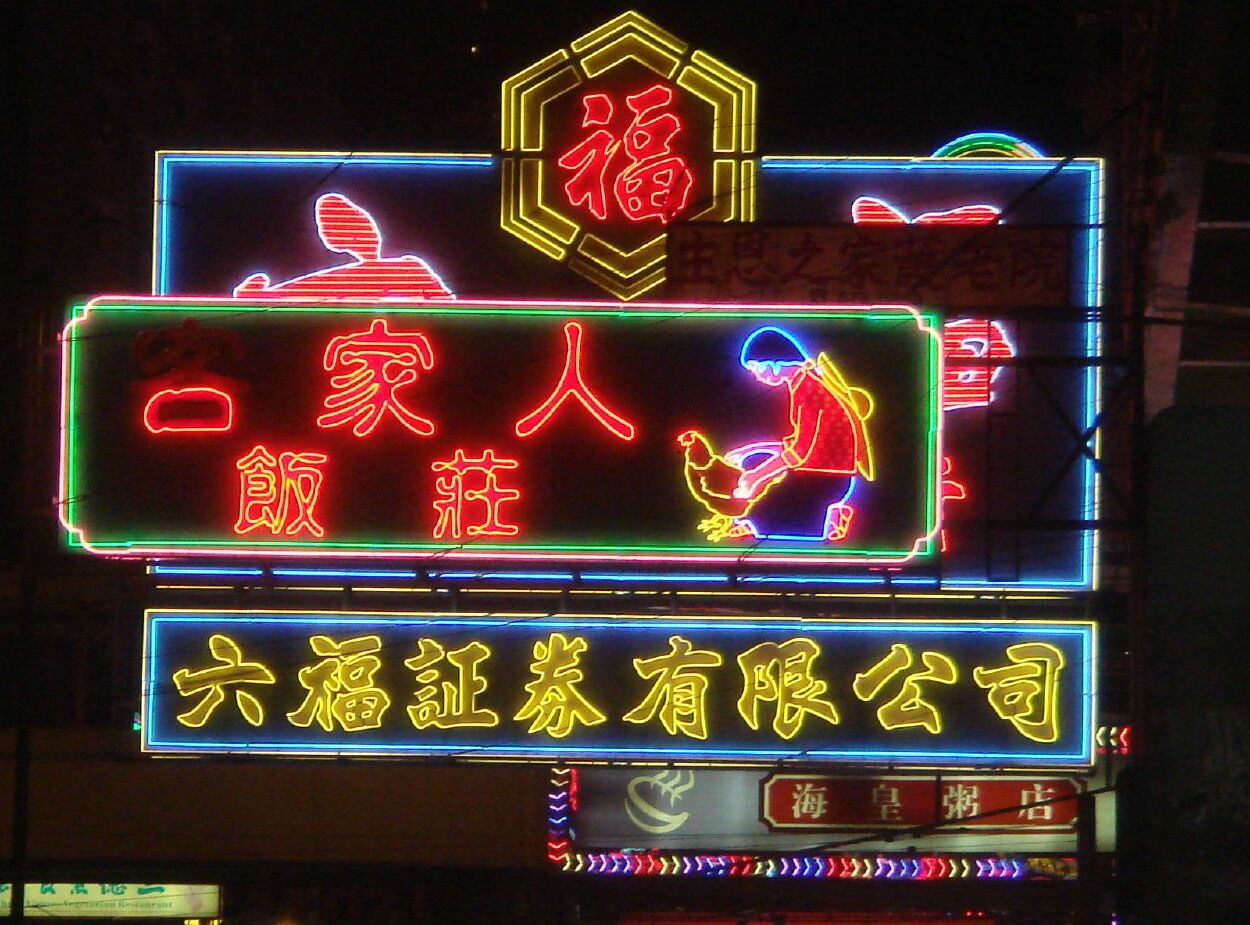
Neonskyltar vid North Point, Hongkong.
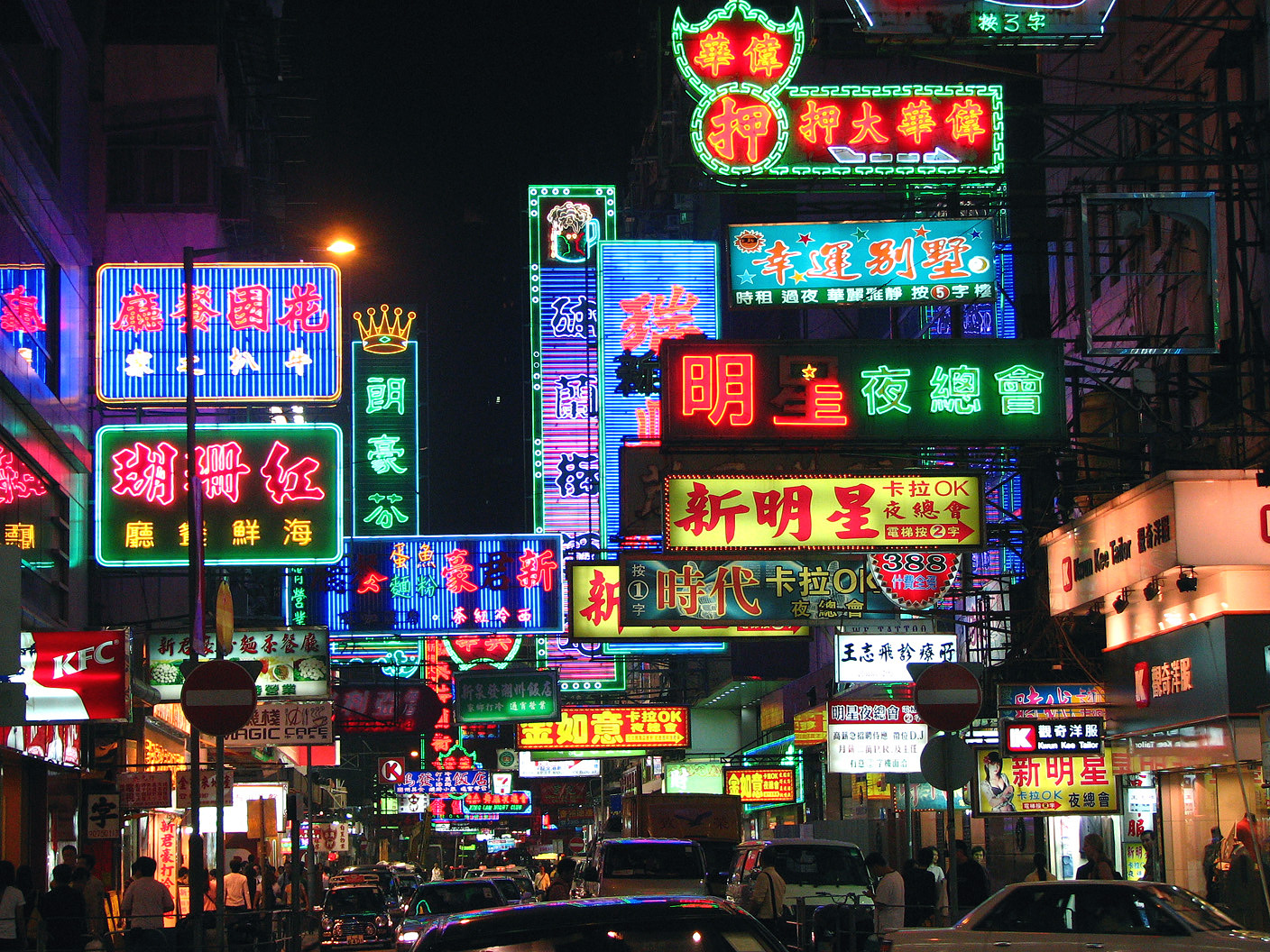
Neonskyltning vid Portland Street, Hongkong.
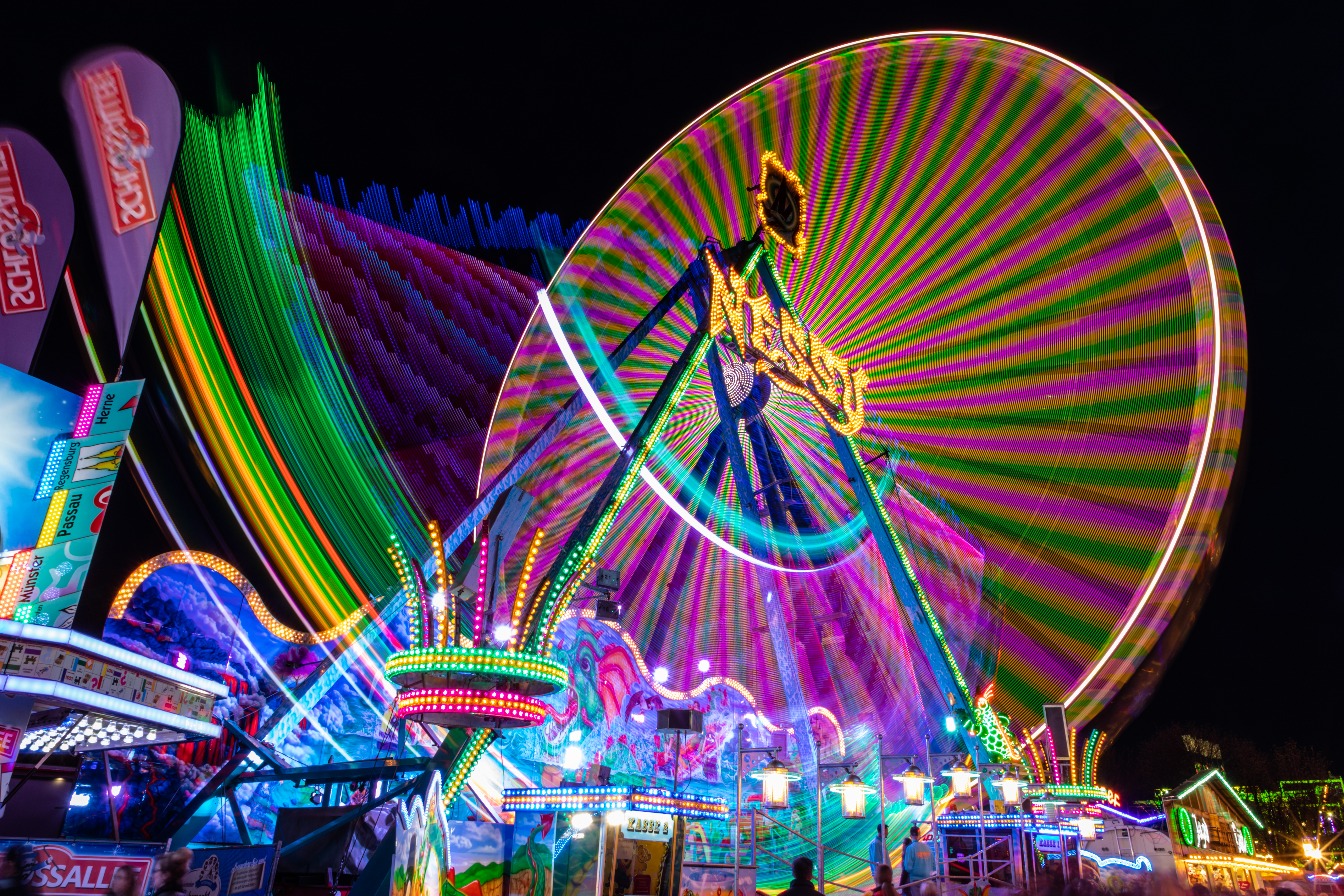
Tivoli med simulerat neonljus.